# Ponikva
Ponikva, vrtača, dolac ili dô jest ljevkasto, okruglo ili duguljasto udubljenje nastalo najčešće otapanjem vapnenca i dolomita u tektonski razlomljenim područjima. Smatra se dijagnostičkim oblikom krškoga reljefa. Postanak im je vezan uz koroziju, urušavanje podzemnih prostora, sufoziju i subkutanu koroziju na karbonatnoj podlozi.
U Hrvatskoj se nalaze uglavnom u području dinarskoga krša. Prema Mladenu Paherniku, u Hrvatskoj ih je zabilježeno oko 376 tisuća.

## Odlike
Promjer na vrhu može biti od nekoliko metara do preko 100 m, dok im je dno obično iznad razine podzemne vode.
Obilježava ih plodno tlo, obično zemlja crvenica, koje nastaje nakupljanjem humusa i vapnenca. Osim plodnog tla, pruža i zaklon od bure. Često su korištene za poljoprivredu, posebno za vinogradarstvo.[nedostaje izvor]
Neke kotlasto zatvorena ponikve često na svojim padinama skrivaju ulaze u jame i špilje. Kod ponikava oblika dimnjaka, ulaz u jamu je često na dnu. U tom je slučaju njezino dno zapravo strop jame, koja je dijelom ili posve zatrpana odronom. No, čak i u slučaju potpunog zatrpavanja, voda ponire na tom mjestu i nestaje ispod površine.[nedostaje izvor]
Ponekad se dogodi da se zidovi koji dijele susjedne ponikve uruše pa se one spajaju i nastaje uvala.
Svaka je ponikva životni prostor za sebe, s vlastitom faunom i mikroklimom.
Za duboke ponikve svojstven je temperaturni obrat pa često dno ponikve pokriva crnogorica, dok su vrhovi obrasli bjelogoričnim drvećem. Kod ponikvi izloženih buri, ova pojava nije tako jako izražena, jer bura hladi njezine gornje dijelove.
Najdublje ponikve u Hrvatskoj su Crveno i Modro jezero kod Imotskog.